# Trophées du Muveran
Pour les articles homonymes, voir Muveran.
Les Trophées du Muveran sont une compétition de ski de montagne se déroulant chaque année dans le massif du Muveran, dans le canton de Vaud et du Valais, en Suisse.

## Histoire
L'Union des patrouilleurs alpins de l’ancienne Brigade de montagne 10 a eu l'idée, en 1947, de créer une course de ski-alpinisme dont la première édition a eu lieu le 4 avril 1948. Le nombre de participants a augmenté jusqu'à atteindre 1000 et la compétition s'est internationalisée. 
Du fait de l’engouement populaire, le comité a décidé de créer un parcours plus petit : le trophée de Plans Névé. En 1999, un troisième parcours, plus technique et long, est créé : le  super Trophée du Muveran. 
L'édition de 2001 a été annulée en raison des mauvaises conditions météorologiques. Il y avait alors 1 mètre de neige aux Plans-sur-Bex et plus de 1,5 mètre sur les parcours.
En 2006, la course devient une manche de la coupe du monde de ski alpinisme.

## Organisation
La course est une boucle de longueur et de dénivelé variables suivants les parcours. Elle se déroule  par équipes de trois. Une année sur deux, La majorité des participants la font comme entrainement pour la patrouille des glaciers.